# Gloydius tsushimaensis
Gloydius tsushimaensis là một loài rắn trong họ Rắn lục. Loài này được Isogawa Moriya & Mitsui miêu tả khoa học đầu tiên năm 1994.